# Aleksander Hellat
Aleksander Hellat (Tartu, 20 agosto 1881 – Kemerovo, 28 novembre 1943) è stato un politico e diplomatico estone.
Fu un Ministro degli Esteri della Estonia, nel 1922 - 1923 nel governo presieduto da Juhan Kukk ed ancora nel 1927 in quello presieduto da Jaan Teemant

## La deportazione in Siberia e la morte nel gulag
Dopo l'occupazione da parte dell'Urss, Hellat venne arrestato il 24 settembre 1940 dal NKVD e poi deportato in Siberia in un gulag, dove morì tre anni dopo.